# Smolarnia (województwo kujawsko-pomorskie)
Smolarnia – osada w Polsce położona w województwie kujawsko-pomorskim, w powiecie świeckim, w gminie Osie w kompleksie Borów Tucholskich na granicy Wdeckiego Parku Krajobrazowego. 
W latach 1975–1998 miejscowość administracyjnie należała do województwa bydgoskiego.